# Tonnoiriella fasciola
Tonnoiriella fasciola är en tvåvingeart som beskrevs av Wagner och Andersen 2007. Tonnoiriella fasciola ingår i släktet Tonnoiriella och familjen fjärilsmyggor.
Artens utbredningsområde är Tanzania. Inga underarter finns listade i Catalogue of Life.